# Henry Harford
Henry Harford (* 5. April 1758 in London; † 8. Dezember 1834) war fünfter und letzter Proprietor der Kolonie Maryland.

## Leben
Henry Harford war der illegitime Sohn von Frederick Calvert, 6. Baron Baltimore und Hester Whelan. Nach dem Tod Frederick Calverts 1771 erbte er unter anderem dessen Eigentumsrechte als Proprietor von Maryland, nicht aber den Adelstitel als Baron Baltimore. Mit der Maryland Constitution of 1776 sagte sich Maryland von Großbritannien los. Thomas Johnson wurde 1777 erster gewählter Gouverneur Marylands. Harford versuchte ab 1783 vor Ort, seinen Besitz wieder zu erhalten. 1786 lehnte die Maryland General Assembly sein Anliegen endgültig ab. Zurück in England erhielt er vom britischen Parlament eine finanzielle Kompensation von 100.000 £ Sterling für seinen Verlust. 1792 heiratete Harford Louisa Pigou und hatte mit ihr fünf Kinder, darunter seinen späteren Erben Frederick Paul Harford. Nach deren Tod im Jahr 1803 heiratete er 1806 Esther Ryecroft. Er hatte mit ihr fünf weitere Kinder.